# Operation Lone Star
L'operazione Lone Star è un'operazione militare congiunta tra il Dipartimento di pubblica sicurezza del Texas e il Dipartimento militare del Texas lungo il confine meridionale tra Texas e Messico, iniziata nel 2021 ed è attualmente in corso. Secondo il governatore del Texas Greg Abbott, l'operazione è intesa a contrastare l'aumento dell'immigrazione clandestina, del traffico di droga e del traffico di esseri umani. Tra l'anno fiscale 2020 e l'anno fiscale 2021, gli arresti dei migranti sono aumentati del 278% lungo il confine tra Stati Uniti e Messico. Ad aprile 2022, OLS spendeva circa 2,5 milioni di dollari a settimana e si prevedeva un costo di circa 2 miliardi di dollari all'anno. Circa 10 000 membri della Guardia Nazionale sono stati schierati a sostegno dell'OLS al culmine dell'operazione, di cui circa 6 000 a novembre 2022. Secondo l'ufficio del governatore, l'OLS ha comportato l'arresto di 496 700 migranti, 38 700 arresti penali (incluse 35 100 accuse di crimini) e il sequestro di 454 milioni di dosi di fentanil. Un anno dopo l'inizio dell'operazione Lone Star, il Texas ha registrato un aumento del 9% degli incontri di migranti lungo il confine con il Messico, rispetto a un aumento del 62% in Arizona, California e Nuovo Messico lungo i rispettivi confini con il Messico.